# Adversus Judaeos (Chrysostome)
Pour les articles homonymes, voir Adversus Judaeos.

Adversus Judaeos est une série de huit homélies du IVe siècle, rédigées par Jean Chrysostome, qui ont été prononcées à Antioche, et dans lesquelles le prédicateur réserve de sévères critiques non seulement aux juifs qualifiés de démoniaques, mais encore aux chrétiens de sa propre communauté — les judaïsants — qui observent les jeûnes des juifs, participent à leurs fêtes et assistent à l’office religieux de la synagogue. James Parkes, en 1934, a considéré ces écrits contre les juifs comme « la plus horrible et la plus violente dénonciation du judaïsme que l'on puisse trouver dans les écrits des théologiens chrétiens ». Ces sermons martèlent l'idée que les juifs sont collectivement responsables de la mort du Christ.

## Intentions et contexte
Pendant ses deux premières années comme prêtre à Antioche (386-387), Chrysostome dénonce les juifs et les chrétiens judaïsants dans une série de huit sermons qu'il délivre pour les chrétiens de sa paroisse qui prennent part aux fêtes juives et observent d'autres règles religieuses juives,. L’existence de ces chrétiens judaïsants constituait un sérieux problème pour les communautés d’Orient, car ils n’étaient nullement des apostats, mais au contraire des membres réguliers des communautés locales qui jugeaient possible de concilier traditions judaïques et liturgie chrétienne. Jean Chrysostome réaffirmait ainsi l’opposition théologique entre judaïsme et christianisme que réitéraient aussi depuis plusieurs siècles les Pères de l'Église. 
 On débat toujours pour savoir si la cible principale de ses sermons était spécifiquement les judaïsants ou les Juifs en général. Ses homélies sont formulées de façon conventionnelle, utilisant la forme rhétorique du blâme, connue sous le nom grec de ψόγος, (psogos), en insultant et avilissant l'autre.
Un des buts de ces homélies est d'empêcher les chrétiens de participer aux coutumes juives et d'éviter ainsi l'érosion perceptible du nombre des ouailles de Chrysostome. Dans ses sermons, Chrysostome critique les « Chrétiens judaïsants », qui participent aux fêtes juives et observent les autres coutumes juives telles que le chabbat, font circoncire leurs fils et effectuent des pèlerinages aux lieux saints juifs.
En grec ancien, les sermons sont nommés Kata Ioudaiōn (Κατὰ Ἰουδαίων), que l'on traduit en latin par Adversus Judaeos et en français par Contre les Juifs. Les traductions les plus récentes, en tenant compte du fait que Chrysostome prononce ses sermons devant les membres de sa propre paroisse qui continuaient à observer des coutumes juives, leur donnent le titre moins controversable de Contre les chrétiens judaïsants,.

## Controverse

### Attaque contre les Juifs
Ce sont les relations amicales entre les Juifs et les Chrétiens qui ont amené Chrysostome à proférer ses violentes attaques contre les Juifs. Les motifs religieux ne manquent pas, car de nombreux Chrétiens ont l'habitude de célébrer les fêtes de Roch Hachana, de Yom Kippour et de Souccot. « Quel pardon pouvons-nous espérer, si nous courons à leur synagogue, simplement par impulsion ou par habitude, et si nous appelons leurs docteurs et magiciens chez nous? ». Ailleurs Chrysostome écrit : « J'invoque le ciel et la terre comme témoins contre vous si vous vous rendez aux fêtes où retentit le Shophar, ou si vous participez aux jeûnes, ou observez le chabbat, ou si vous observez un rite juif important ou non, et je serai innocent de votre sang ». Chrysostome combat non seulement les inclinations pro-juives du point de vue religieux des habitants d'Antioche, mais aussi le fait que les juifs étant considérés avec beaucoup de respect à cette époque, les chrétiens préfèrent régler leurs problèmes juridiques devant les tribunaux juifs, car le serment juif leur semble plus impressionnant et plus contraignant que le leur. Chrysostome affirme que les jours de chabbat et de fêtes juives, les synagogues sont pleines de chrétiens et principalement de femmes qui aiment la solennité de la liturgie juive, qui aiment entendre la sonnerie du Chophar le jour de Roch Hachana et qui applaudissent les fameux prêcheurs selon la coutume de l'époque.
Une théorie apologétique plus récente soutient qu'il essaye au contraire de persuader les chrétiens judaïsants, qui ont conservé pendant des siècles des liens avec les juifs et le judaïsme, de choisir entre le christianisme et le judaïsme.
Chrysostome tient les juifs pour responsables de la crucifixion de Jésus, les accuse de déicide et leur reproche de continuer à se réjouir de la mort de Jésus.

### Attaque contre le judaïsme
Chrysostome soutient tout au long de ses écrits que le judaïsme a été vaincu et remplacé par le christianisme. Il essaie de le prouver en montrant que la religion juive ne peut exister sans un temple, des sacrifices et un centre religieux à Jérusalem, et qu'aucune des institutions religieuses ultérieures à la destruction du Temple de Jérusalem, ne peut se mettre à la place des anciennes. Chrysostome raille les Patriarches, qui selon lui, n'étaient pas des prêtres, mais s'en donnaient l'apparence et jouaient seulement leur rôle tels des acteurs. Il ajoute : « L'Arche sainte, que les juifs ont maintenant dans leurs synagogues, apparaît en fait comme une vulgaire boîte en bois que l'on peut acheter au marché ». Il compare la synagogue à un temple païen, l'accusant d'être à la source de tous les vices et de toutes les hérésies.
Il la décrit comme un endroit pire qu'un lupanar ou un débit de boisson ; c'est un repaire de fripouilles, l'antre de bêtes sauvages, un temple de démons, le refuge de brigands et de débauchés, et la caverne des diables, une assemblée criminelle d'assassins du Christ. Palladius, un biographe contemporain de Chrysostome écrit aussi que, parmi les Juifs, la prêtrise pouvait être achetée ou vendue pour de l'argent. Finalement il déclare que lui-même, en accord avec les sentiments des saints, hait aussi bien la synagogue que les juifs, écrivant que « les démons résident dans la synagogue » et « aussi dans l'âme des juifs », et les décrivant comme « juste bons à être massacrés ».
Mais il ne se contente pas de railler les lieux et objets religieux sacrés pour les juifs, il essaye de convaincre ses ouailles que le devoir de tous les chrétiens est de haïr les juifset déclare que c'est un péché de les traiter avec respect. En dépit de sa haine des juifs et du judaïsme, Chrysostome, comme l'ensemble de l'école d'Antioche, montre dans son exégèse une dépendance à l'égard de la Aggada (textes réglementaires non fixés par la Torah) qui prédominaient à l'époque parmi les Juifs de Palestine. Weiss a pu montrer quelques parallélismes avec les Aggadistes ; l'influence de la Aggada peut être notée dans les écrits de Chrysostome.

## Récupération historique

### Tentative d'exonération d'antijudaïsme
Le premier éditeur bénédictin des homélies, Bernard de Montfaucon, assortit le titre de l'annotation suivante : « un discours contre les Juifs, mais qui a été prononcé contre ceux qui judaïsaient et qui jeûnaient avec eux (les Juifs) ». Ainsi, pour certains, le titre initial dénature le contenu des discours, qui montrent que les gens que vise Jean Chrysostome sont les membres de sa propre paroisse, qui continuent à observer les fêtes et jeûnes juifs. Henry Savile, directeur du Merton College (Oxford), dans son édition de 1612 des Homélies 27 du volume 6, lesquelles correspondent au « Discours I » du Adversus Judaeos dans la Patrologia Graeca, donne le titre de « Discours de Chrysostome contre ceux qui sont judaïsants et qui observent leurs jeûnes ».
L'historien britannique Paul Johnson affirme que les homélies de Chrysostome sont « devenues l'archétype de diatribes antijuives, interprétant, mal de surcroît, des passages importants des évangiles de saint Matthieu et de saint Jean principalement. Ainsi, un antijudaïsme spécifiquement chrétien, présentant les juifs comme les meurtriers du Christ, vient se greffer sur la masse bouillonnante des diffamations et rumeurs païennes, rendant la vie des communautés juives très dangereuse dans chaque ville chrétienne ».

### Le nazisme et l'après-guerre
Pendant la Seconde Guerre mondiale, les nazis ont utilisé son œuvre, afin de justifier aux yeux des chrétiens allemands et autrichiens la mise des juifs au ban de la société. Les œuvres de Jean Chrysostome, Fréquemment citées et réimprimées, ces homélies ont servi de témoignage pour justifier les crimes du IIIe Reich.
Après la Seconde Guerre mondiale, les Églises chrétiennes ont dénoncé l'utilisation des œuvres de Chrysostome par les nazis, replaçant ses termes dans leur contexte historique. Selon Walter Laqueur, pour justifier ces textes, on a prétendu qu'au IVe siècle, les discours normaux étaient brutaux et agressifs, qu'à cette époque l'église chrétienne combattait pour sa survie et sa reconnaissance et que la pitié et le pardon n'étaient pas une exigence.
Selon certains érudits patristiques, au IVe siècle, l'opposition à un point de vue particulier était exprimée d'une façon rhétorique appelée du mot grec de psogos, dont les conventions littéraires étaient de diffamer l'adversaire avec virulence; Ainsi, aux yeux de ceux-ci, traiter Chrysostome d' « antisémite », doit être considéré comme un terme anachronique dans un contexte historique donné.